# Fortriu

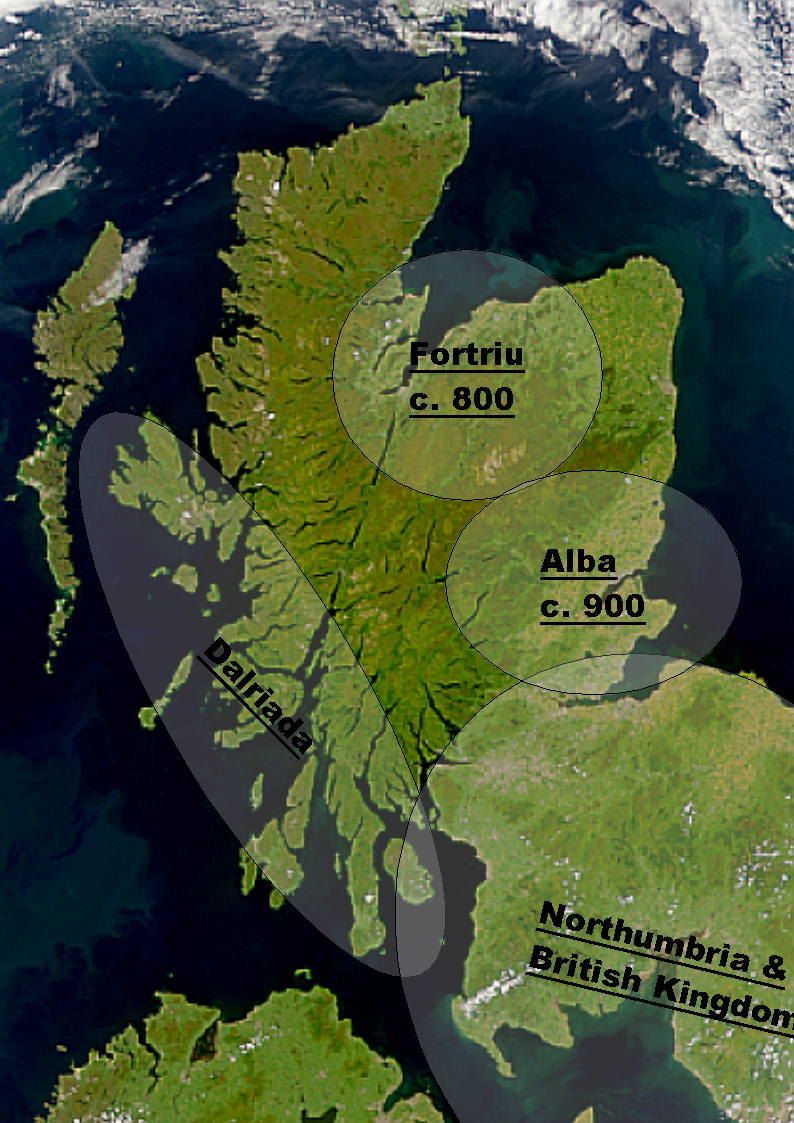
Ungefärlig utbredning för Fortriu

Fortriu är det namn som historiker gett det forntida piktiska kungadömet (år 1 till 850). Traditionellt har man trott att Fortriu låg omkring Strathearn i centrala Skottland. Men det är troligare att det låg i området kring Moray och Easter Ross längre norrut. 